# Westsibirisches Tiefland

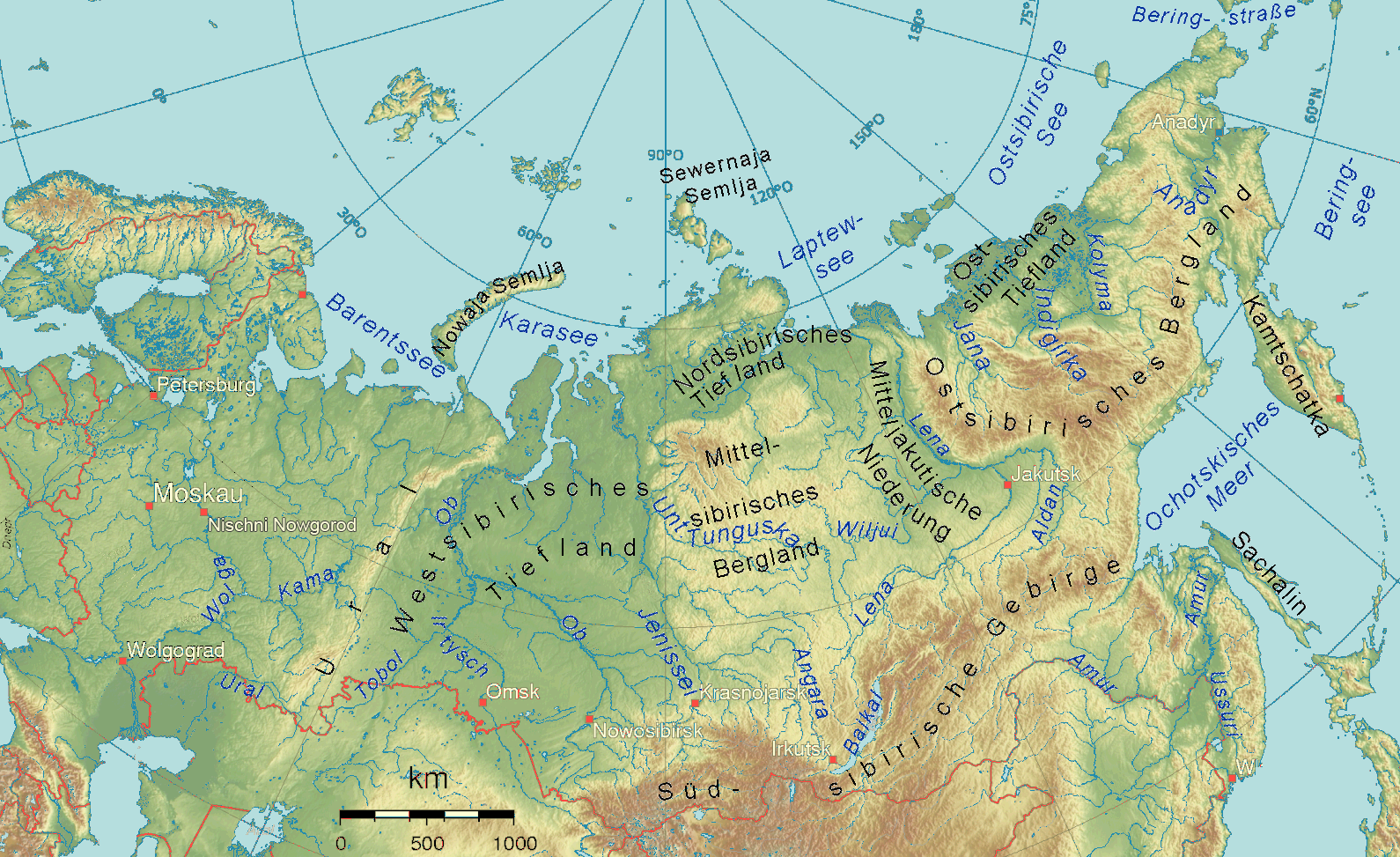
Großlandschaften Sibiriens mit Westsibirischen Tiefland und wichtigsten Flüssen

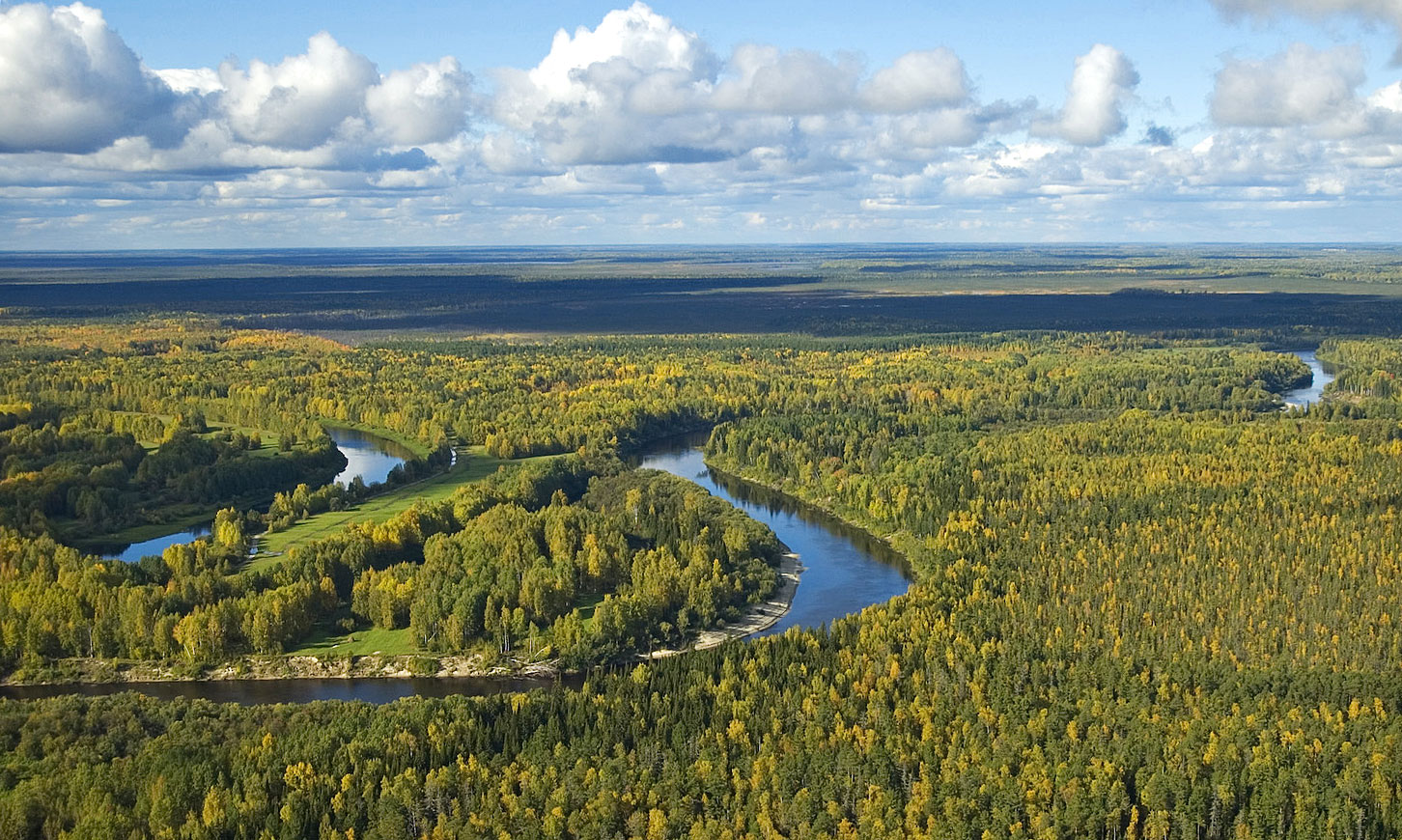
Fluss Wassjugan im Gebiet Tomsk, Blick aus einem Hubschrauber

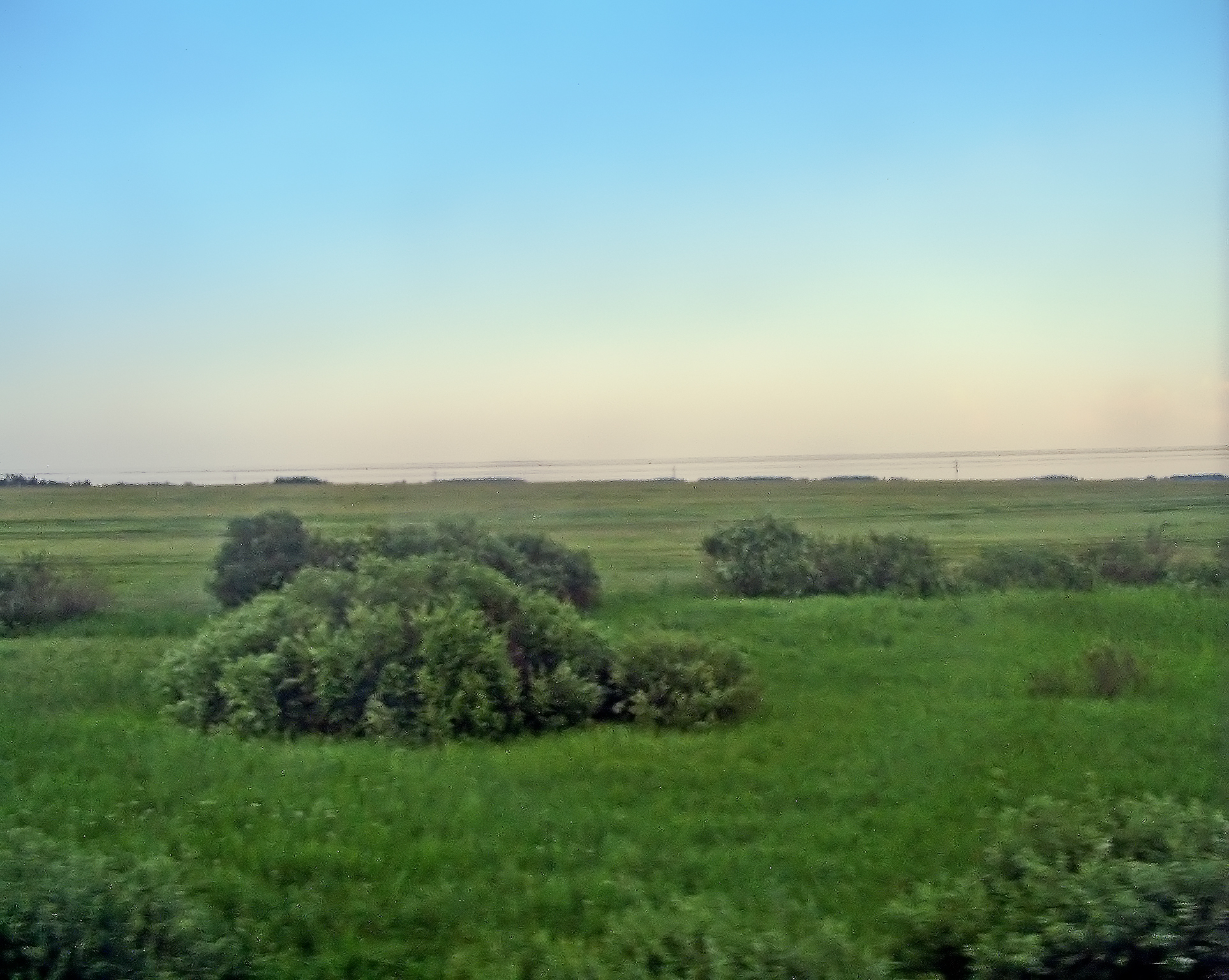
Westsibirisches Tiefland bei Tartarskaja, Blick aus fahrender Transsibirischer Eisenbahn

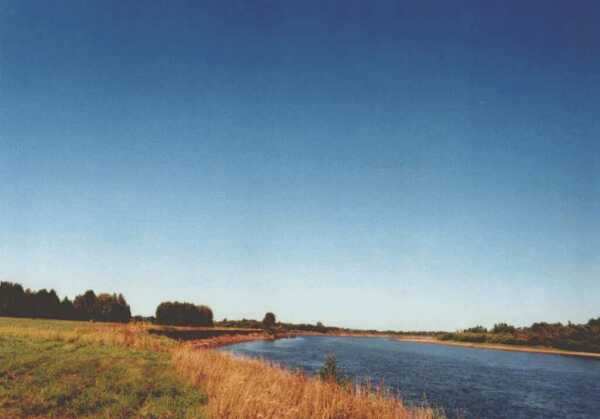
Ein Fluss etwa 200 Kilometer nordöstlich von Tomsk

Das Westsibirische Tiefland (auch Westsibirische Tiefebene, russisch Западно-Сибирская низменность, Sapadno-Sibirskaja nismennost und Западно Сибирская, Sapadno Sibirskaja genannt) ist eine der sieben Großlandschaften Sibiriens und zugleich eine der acht Russischen Großlandschaften. Es ist etwa 2.600.000 km² groß, was etwa der siebenfachen Fläche Deutschlands entspricht.

## Geographische Lage
Das weitläufige Westsibirische Tiefland liegt zwischen dem Uralgebirge im Westen und dem Mittelsibirischen Bergland im Osten. Im Norden grenzt das Tiefland über die Jamal-Halbinsel an die Karasee. In dieser Himmelsrichtung geht es auch – ohne genau festgelegte oder direkt ersichtliche natürliche Grenzen – nahtlos in das Nordsibirische Tiefland über, an das sich im Norden die Taimyr-Halbinsel angliedert. Im Südosten grenzen verschiedene Südsibirische Gebirge an und im Südwesten die Kasachische Schwelle.

## Landschaftsbild
Bestimmt wird das Landschaftsbild des Westsibirischen Tieflands im Süden durch ausgedehnte boreale Nadelwälder (Taiga), die in Richtung Norden in die Waldtundra und schließlich Tundra übergehen. In diesen nördlichen Regionen können sich wegen Permafrost und geringem Wassergehalt im Boden keine hohen Pflanzen (wie Bäume) entwickeln, sondern es herrschen Moose, Sträucher und Farne vor. Das weitgehend flache Gebiet ist überwiegend sumpfig, etwa ein Viertel wird den Feuchtgebieten zugerechnet, die nahezu über die gesamte Fläche verteilt sind.
Besonders tiefgründige Moore sind in der Taigazone zu finden. Trotz der geringen Jahresniederschläge von rund 450–500 mm entsteht durch die noch geringere Verdunstungsrate von 200–400 mm sowie das schlecht entwässerte Gelände ein ständiger Wasserüberschuss am Boden, sodass die Bedingungen zur Moorentstehung ideal sind. 56 % der Feuchtgebiete sind Moorwälder, 16 % Kermimoore, 8 % offene Niedermoore, 7 % Palsamoore, 5 % offene Hochmoore, 4 % Aapamoore und 4 % Sümpfe. Mit dem Wassjuganje-Moorgebiet liegt im südlichen Westsibirien das größte echte Hochmoor der Erde.

## Fließgewässer
Die drei längsten Flüsse des Westsibirischen Tieflands sind:
- Irtysch
- Jenissei
- Ob

## Ortschaften
Zu den Ortschaften des Westsibirischen Tieflands, die hauptsächlich in seinen südlichen Regionen oder an seinen Rändern liegen, gehören (alphabetisch sortiert):
- Barnaul
- Chanty-Mansijsk
- Dudinka
- Iwanowka
- Jekaterinburg (früher Swerdlowsk)
- Kurgan
- Nischnewartowsk
- Norilsk
- Nowosibirsk
- Omsk
- Pawlodar
- Serow
- Surgut
- Tjumen
- Tomsk
- Tscheljabinsk